# Lepidoniscus pruinosus
Lepidoniscus pruinosus är en kräftdjursart som beskrevs av Carl 1908. Lepidoniscus pruinosus ingår i släktet Lepidoniscus och familjen Philosciidae.

## Underarter
Arten delas in i följande underarter:
- L. p. biellensis
- L. p. denticulatus
- L. p. pruinosus